# Hyperbole (rhétorique)
Pour les articles homonymes, voir Hyperbole.
Une hyperbole est une figure de style consistant à exagérer l'expression d'une idée ou d'une réalité, le plus souvent négative ou désagréable, afin de la mettre en relief.
C'est la principale figure de l'exagération et le support essentiel de l'ironie et de la caricature. L'hyperbole correspond le plus souvent à une exagération qui tend vers l'impossible. C'est un procédé proche de ceux de l'emphase et de l'amplification.
Ce substantif vient du grec huperbolê, de hyper (« au-delà ») et ballein (« jeter »). L'hyperbolisme est l'emploi abusif d'hyperboles.

## Exemple
Certaines expressions courantes sont fondées sur l'hyperbole : « mourir de soif », « n'avoir que la peau et les os », « avoir une tonne de paperasse »...
« La liberté, c'est le bonheur, c'est la raison, c'est l'égalité, c'est la justice, (…), c'est votre sublime Constitution. » (Camille Desmoulins)
« Un des spectacles où se rencontre le plus d’épouvantement est certes l’aspect général de la population parisienne, peuple horrible à voir, hâve, jaune, tanné. » (Honoré de Balzac incipit de La Fille aux yeux d'or)
« C'est un géant » (pour dire que c'est un homme de grande taille)
« Nous sommes frères », pour exprimer l'importance mutuel à l'équivalent de l'importance à l'égard de la fratrie
« La surface du pain est merveilleuse d'abord à cause de cette impression quasi panoramique qu'elle donne : comme si l'on avait à sa disposition sous la main les Alpes, le Taurus ou la Cordillère des Andes » (Francis Ponge)

« Je m'en vais vous mander la chose la plus étonnante, la plus surprenante, la plus merveilleuse, la plus miraculeuse, la plus triomphante, la plus étourdissante, la plus inouïe, la plus singulière, la plus extraordinaire, la plus incroyable, la plus imprévue, la plus grande, la plus petite, la plus rare, la plus commune, la plus éclatante, la plus secrète jusqu'à aujourd'hui, la plus brillante, la plus digne d'envie... »

— Madame de Sévigné, Lettres choisies, À Madame de Grignan, le vendredi 3e de juillet 1671
L'hyperbole est introduite ici par une abondance de superlatifs accumulés, qui se conjugue aux effets rhétoriques de l'homéotéleute (étonnante/surprenante, merveilleuse/miraculeuse) et de l'antithèse (grande/petite, rare/commune).
« Sa garde est aussi forte que celle du prince devant qui les trônes se renversent ; ses armées sont aussi nombreuses, ses ressources aussi grandes, et ses finances aussi inépuisables » (Montesquieu)

## Définition

### Définition linguistique
L'hyperbole opère une transformation sémantique (il s'agit d'exagérer le sens d'une idée ou d'une réalité) par répétition d'éléments à l'identique (de même portée). L'hyperbole peut s'asseoir sur de nombreuses autres figures comme la métaphore, la comparaison, la métonymie ou encore l'allégorie. Elle s'oppose catégoriquement à la litote, figure inverse, qui tend à tout diminuer et à l'euphémisme, qui cherche à alléger ou amoindrir la réalité.
L'hyperbole se fonde sur des procédés linguistiques propres et reconnaissables : adjectifs mélioratifs (« bellissimo ») ou dépréciatifs (vilaine femme), axiologiques (racaille), qualificatifs forts (« magnifique, splendide »), superlatifs (« très, trop, le plus »), affixes à valeur superlative (préfixes comme « super, hyper maxi »; suffixes en "-issime"). En réalité les procédés sont très nombreux, et font jouer également le contexte, la syntaxe et le lexique. La conjugaison de ceux-ci avec les ressources propres à chaque figure de style mobilisée permet des combinaisons toutes aussi riches l'une que l'autre (voir l'exemple de Madame de Sévigné ou encore chez Rimbaud).
Une hyperbole impossible, sortant de toute raison et de tout réalisme est un adynaton.

### Définition stylistique
L'hyperbole vise principalement des effets d'exagération (de qualités, de situation, mise en relief de détails...) que l'on retrouve dans son sens mathématique (courbe ascendante), et d'ironie. Elle joue sur l'intensité (certains la classent dans les figures d'intensité) dans le sens de l'accroissement. Elle peut magnifier ou rabaisser, dans les deux cas l'ironie est en jeu car seul le contexte et l'intentionnalité du locuteur permet d'en comprendre la portée. L'hyperbole est caractéristique, lorsque son emploi est abondant, du style emphatique tendant à la magnificence :

« Magdelon - Il faut avouer que je n’ai jamais vu porter si haut l’élégance de l’ajustement

Mascarille - Attachez un peu sur ces gants la réflexion de votre odorat.

Magdelon - Ils sentent terriblement bon.

Cathos - Je n’ai jamais respiré une odeur mieux conditionnée. »

— Molière, Les Précieuses ridicules, Scène IX
À l'inverse donc l'hyperbole peut rabaisser, dégrader ou diminuer une personne, un acte ou un événement, etc. En général, elle est davantage employée dans le premier sens, et caractérise le langage pédant, suffisant ou snob. Longtemps attribuée à la noblesse veule, et aux Précieuses notamment (courant dit de la préciosité) qui l'employaient à outrance, elle est récupérée par les satiriques et les romantiques surtout, Victor Hugo en tête, qui en fait sa figure de prédilection. L'intérêt premier de l'hyperbole, ce qui constitue son pouvoir spécifique, c'est l'effraction par rapport à une réalité qu'elle propose. L'hyperbole permet de sortir des images communes, son accroche est alors d'autant plus puissante.
L'hyperbole abonde dans le langage courant, surtout les sociolectes et la langue familière — le langage soutenu favorise au contraire la litote — : « Ce colis pèse une tonne ! », « Être mort de rire », « J'ai mille choses à vous dire », « Briller de mille feux », « Pleurer des torrents de larmes », « Mourir de soif », « Avoir trois tonnes de boulot ».
L'hyperbole est une figure traduisible dans tous les Arts. En musique, elle se matérialise par un excès de sonorité, souvent déphasé par rapport à la mélodie originelle. En peinture, des thèmes hyperboliques peuvent exagérer la vision du peintre. Au cinéma, les rebondissements incroyables et sans fin sont des hyperboles[réf. nécessaire]. La publicité en utilise les ressources particulièrement afin de grandir les qualités d'un produit, tout en frappant le spectateur par la débauche d'images hors du commun; on parle alors d' hyperbole publicitaire[réf. souhaitée]. Les dessins animés ne fonctionnent quasiment que sur des hyperboles : les Tex Avery notamment ou les Looney Tunes[réf. nécessaire].

### Genres concernés
L'hyperbole est très souvent employée dans les épopées et genres antiques comme le théâtre. Les dieux sont ainsi qualifiés comme des personnages puissants aux attributs surnaturels, rendus possibles par l'utilisation de mots hyperboliques. Dans l’Iliade notamment, plusieurs passages sont nettement hyperboliques et destinés à montrer soit l'héroïsme des personnages principaux (Hector, Achille par exemple), soit afin de renforcer le caractère surhumain des exploits et des présences divines. Ainsi, l'aède conte que Troie fut défendue par près de 50 000 hommes, que le bouclier d'Ajax, décrit par une autre figure -l' ekphrasis- est fait de sept peaux de bœuf et d'une couche de métal, ce qui en aurait fait un objet de plus de 150 kg.
On retrouve de telles hyperboles, mais davantage centrées sur des personnages mi-divins dans les épopées du Moyen Âge, comme dans celle de La Chanson de Roland ou encore dans La Légende dorée, dans le cycle de la quête du Saint Graal aussi.

## Historique de la notion
Selon La Bruyère, l'hyperbole exprime un état des choses inconcevables pour permettre à l'esprit de mieux connaître la réalité.
Selon Brunot, toute la société vit sous le règne de l'hyperbole : langage oral, publicité, cinéma, romans, etc., par opposition au règne de la mesure, celui de la litote. On différencie par ailleurs deux types d'hyperboles : l’hyperbole lexicale et l’hyperbole discursive .

### Figures proches
| Figure mère                            | Figure fille                                   |
| -------------------------------------- | ---------------------------------------------- |
| amplification, répétition, exagération | adynaton (figure impossible car trop exagérée) |

| Antonyme           | Paronyme               | Synonyme               |
| ------------------ | ---------------------- | ---------------------- |
| euphémisme, litote | hyperbole publicitaire | emphase, amplification |